# Banksia attenuata
Banksia attenuata är en tvåhjärtbladig växtart som beskrevs av Robert Brown. Banksia attenuata ingår i släktet Banksia och familjen Proteaceae. Inga underarter finns listade i Catalogue of Life.